# فرقاطة فوزبر مارك 5
فوزبر 5 مارك (بالإنجليزية: Vosper Mark 5) هي فئة فرقاطة خفيفة من صنع شركتي فوزبر ثروني كروفت وفيكرز البريطانيتن، أنتج من هذه الفئة 4 فرقاطات للبحرية الإمبراطورية الإيرانية في الستينيات من القرن الماضي والفرقاطات الأربع هم سبلان وسهند والبرز والوند.
التسليح الأساسي للسفن الأربع يشمل 5 صواريخ سي كيلر سطح - سطح مضادة للسفن و 9 صواريخ سي كات أرض - جو مضادة للطائرات أستبدلت البحرية الإيرانية هذه الصواريخ لاحقاً بصواريخ صينية. حاليا يخدم في البحرية الإيرانية 3 فرقاطات بينما أغرقت سهند عام 1988 خلال حرب الخليج الأولى بعد أن ضربتها البحرية الأمريكية بالصواريخ.

## وصلات خارجية
- http://www.iinavy.org/faramarz.htm
- http://www.mafhoum.com/press8/237P2.pdf
- http://www.ii.uj.edu.pl/~artur/enc/F2.htm نسخة محفوظة 22 ديسمبر 2004 على موقع واي باك مشين.